# Баладите
Баладите е втори ремикс албум на българския поп-рок дует Дони и Момчил, издаден през 2003 година.

## Изпълнители
- Добрин Векилов – вокал, музика
- Момчил Колев – музика, аранжимент

## Песни
1. Уморени крила
2. Слънцето на войника
3. Картина
4. Не умирай
5. Твоите очи
6. Дива роза
7. Спяща тишина
8. Твойта тишина
9. Сляпо момиче
10. Заспали птици
11. Невъзможно далечен свят
12. Бял реквием